# Jenny Zanelli
Jenny Zanelli (Vienna, 27 maggio 1919 – ...) è stata una schermitrice italiana, specializzata nel fioretto. Ha vinto una medaglia d'oro e due di bronzo ai Campionati mondiali di scherma.

## Palmarès

### Risultati élite
In carriera ha ottenuto i seguenti risultati:
Mondiali
Individuale
A squadre
- Oro nel fioretto a Parigi 1957
- Bronzo nel fioretto a Copenaghen 1952
- Bronzo nel fioretto a Bruxelles 1953

Campionati italiani
Individuale
- Oro nel fioretto nel 1951

A squadre